# Beacon Square
Beacon Square és una concentració de població designada pel cens dels Estats Units a l'estat de Florida. Segons el cens del 2000 tenia 7.263 habitants.

## Demografia
Segons el cens del 2000, Beacon Square tenia 7.263 habitants, 3.509 habitatges, i 2.084 famílies. La densitat de població era de 1.402,1 habitants per km².
Dels 3.509 habitatges en un 17,8% hi vivien nens de menys de 18 anys, en un 46,6% hi vivien parelles casades, en un 9,3% dones solteres, i en un 40,6% no eren unitats familiars. En el 34,5% dels habitatges hi vivien persones soles el 23,2% de les quals corresponia a persones de 65 anys o més que vivien soles. El nombre mitjà de persones vivint en cada habitatge era de 2,07 i el nombre mitjà de persones que vivien en cada família era de 2,61.
Per edats la població es repartia de la següent manera: un 16,4% tenia menys de 18 anys, un 5,2% entre 18 i 24, un 22,1% entre 25 i 44, un 21% de 45 a 60 i un 35,3% 65 anys o més.
L'edat mediana era de 51 anys. Per cada 100 dones de 18 o més anys hi havia 80,4 homes.
La renda mediana per habitatge era de 27.528 $ i la renda mediana per família de 33.125 $. Els homes tenien una renda mediana de 27.220 $ mentre que les dones 21.792 $. La renda per capita de la població era de 16.913 $. Entorn del 8,1% de les famílies i el 9,5% de la població estaven per davall del llindar de pobresa.

## Poblacions més properes
El següent diagrama mostra les poblacions més properes.